# Borki (powiat działdowski)
Borki – osada w Polsce położona w województwie warmińsko-mazurskim, w powiecie działdowskim, w gminie Lidzbark.
W latach 1975–1998 miejscowość administracyjnie należała do województwa ciechanowskiego.
Obecnie w miejscowości nie ma zabudowy.